# Panopeidae

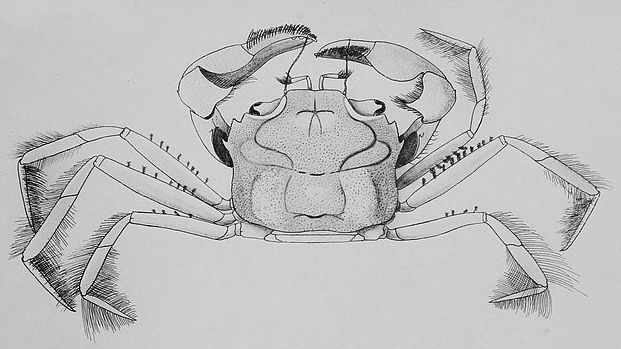
Homoioplax haswelli

Panopeidae (лат.) — семейство крабов из надсемейства Xanthoidea, содержащее 25 родов морфологически сходных крабов. Их центрами разнообразия являются Атлантический океан и восточная часть Тихого океана.

## Распространение
Большинство членов семейства Panopeidae живут в Атлантическом океане или в восточной части Тихого океана. Только один вид встречается в австралийских водах — Homoioplax haswelli.

## Экология
Различные роды Panopeidae морфологически похожи, отчасти в результате конвергентной эволюции в аналогичных условиях обитания и при питании сходной пищей.
Крабы семейства Panopeidae являются свободноживущими (не комменсалами или паразитами) и обычно живут в мягких грунтах. Они зарываются в осадок и питаются различными морскими беспозвоночными.

## Роды
Всемирный реестр морских видов приводит следующие подсемейства и роды:
Eucratopsinae Stimpson, 1871
- Chasmophora Rathbun, 1914
- Cycloplax Guinot, 1969
- Cyrtoplax Rathbun, 1914
- Eucratopsis Smith, 1869
- Glyptoplax Smith, 1870
- Homoioplax Rathbun, 1914
- Malacoplax Guinot, 1969
- Odontoplax Garth, 1986
- Panoplax Stimpson, 1871
- Prionoplax H. Milne-Edwards, 1852
- Robertsella Guinot, 1969
- Tetraplax Rathbun, 1901
- Thalassoplax Guinot, 1969

Panopeinae Ortmann, 1893
- Acantholobulus Felder & Martin, 2003
- Dyspanopeus Martin & Abele, 1986
- Eurypanopeus A. Milne-Edwards, 1880
- Eurytium Stimpson, 1859
- Hexapanopeus Rathbun, 1898
- Lophopanopeus Rathbun, 1898
- Lophoxanthus A. Milne-Edwards, 1879
- Metopocarcinus Stimpson, 1860
- Neopanope A. Milne-Edwards, 1880
- Panopeus H. Milne-Edwards, 1834
- Rhithropanopeus Rathbun, 1898
- Tetraxanthus Rathbun, 1898